# Hodokvas
Das Hodokvas-Festival wird seit 1999 in Piešťany (Slowakei) auf einem kleinen Flughafengelände veranstaltet und hatte 2006 ca. 20.000 Besucher pro Tag. Die Programmierung ist auf den Hauptbühnen international und konzentriert sich auf Rock / Pop. Auf den Nebenbühnen wird Kultur im breitesten Sinne geboten.

## Geschichte
Am 18. August 2005 traten Die Toten Hosen im Laufe ihrer Friss oder stirb Tour auf.
Im Jahr 2006 fand es Ende August statt und bekam eine etwas internationalere Ausrichtung. Mit Größen wie Living Colour, Sofa Surfers, IAMX, The Locos, Iggy & the Stooges, The Presidents of the United States of America usw. wurde es mit 20.000 Besuchern pro Tag belohnt.
Seit 2007 wird das Festival von der neu gegründeten Nova Music Entertainment s. r. o. veranstaltet, welche eine Tochterfirma der Nova Music Entertainment GmbH in Österreich ist. Nova Music Österreich veranstaltet, neben Nova Rock und Lovely Days, auch viele Auftritte von Künstlern wie den Red Hot Chili Peppers, Korn und Muse.